# معصومیت (مجموعه تلویزیونی)
معصومیت (به ترکی استانبولی: Masumiyet) یک مجموعه تلویزیونی ترکی با بازی ایلایدا الیشان، سرکای توتونجو و دنیز چاکیر است.

## خلاصه داستان
دختری ۱۹ ساله که با عاشق شدن زندگی خودش و خانواده اش را تغییر می‌دهد. الا عاشق «ایلکر» مدیرعامل ۳۵ سالهٔ شرکت پدرش می‌شود. او زندگی مادرش بهار، خودش و خانواده اش را با این عشق تغییر می‌دهد.
ایلکر نامزدی دارد که ۶ سال است باهم رابطه دارند، «ایرم» نامزد ایلکر و همچنین مادر ایلکر از رابطهٔ الا و ایلکر آگاه می‌شوند و …

## بازیگران و شخصیت‌ها
| بازیگر         | شخصیت |
| -------------- | ----- |
| ایلایدا آلیشان | الا   |
| سرکای توتونجو  | ایلکر |
| دنیز چاکر      | بهار  |
| دنیز ایشین     | ایرم  |
| هولیا اوشار    | هاله  |
| مهمت اسلانتوق  | هارون |